# 大众创业、万众创新
大众创业、万众创新，简称“双创”，是中華人民共和國2015年起推動的创新及创业政策，由國務院於2015年9月26日公布的關於大众创业、万众创新支撑平台指導意見指出，要在全球分享經濟快速增長，互聯網創新蓬勃興起的背景下，推動眾創、眾包、眾扶、眾籌的系統性政策，主导政策的政府总理李克强，因推行“大众创业、万众创新”，被中国大陆的媒体评价为“创客李克强”，而各省市政府均推出了响应“大众创业、万众创新”、建设众创空间的政策，在一定程度上造成了众创空间、孵化器数量过剩。

## 历史沿革
2014年9月10日，天津市举办世界经济论坛2014年新领军者年会。遵循惯例出席开幕式的中国国务院总理李克强在致辞中提出：“要借改革创新的“东风”，推动中国经济科学发展，在960万平方公里土地上掀起“大众创业”“草根创业”的新浪潮，形成“万众创新”“人人创新”的新态势”，是李克强首次提出“大众创业、万众创新”的概念。
2014年11月20日，在杭州举办的首届世界互联网大会上，李克强指出：互联网是大众创业、万众创新的新工具，中国政府高度重视、大力支持互联网发展。
2015年全国两会上，李克强提出要把“大众创业、万众创新”打造成推动中国经济继续前行的“双引擎”之一，特别是鼓励科技人员和大学生创业。
《华尔街日报》注意到李克强在政府工作报告中63次提及创新，并分析此举是传统制造业和出口业不振的情况下，中国政府似乎在把推动创业和创新当作应对经济放缓的短期补救措施。在两会过后，创新创业在中国大陆的热度更加高涨。
6月11日，中国国务院正式出台《关于大力推进大众创业万众创新若干政策措施的意见》。9月26日，国务院出台《国务院关于加快构建大众创业万众创新支撑平台的指导意见》。10月13日，中国国家发改委秘书长李朴民表示，2015年起，将于每年10月份举行“全国大众创业万众创新活动周”活动。
2016年全国两会期间，中国民主促进会中央委员会提交的提案指出，“大众创业、万众创新”政策提出后短短一年时间内，各地“众创空间”数量剧增，热闹背后也蕴藏着风险和危机，浪费财政投入、社会资源，打击社会公众对“大众创业、万众创新”的信心，引导“众创空间”可持续健康发展成为当务之急。但这份提案没有得到反馈。

## 政策
- 《关于大力推进大众创业万众创新若干政策措施的意见》
- 《关于加快构建大众创业万众创新支撑平台的指导意见》[2]

## 众创空间

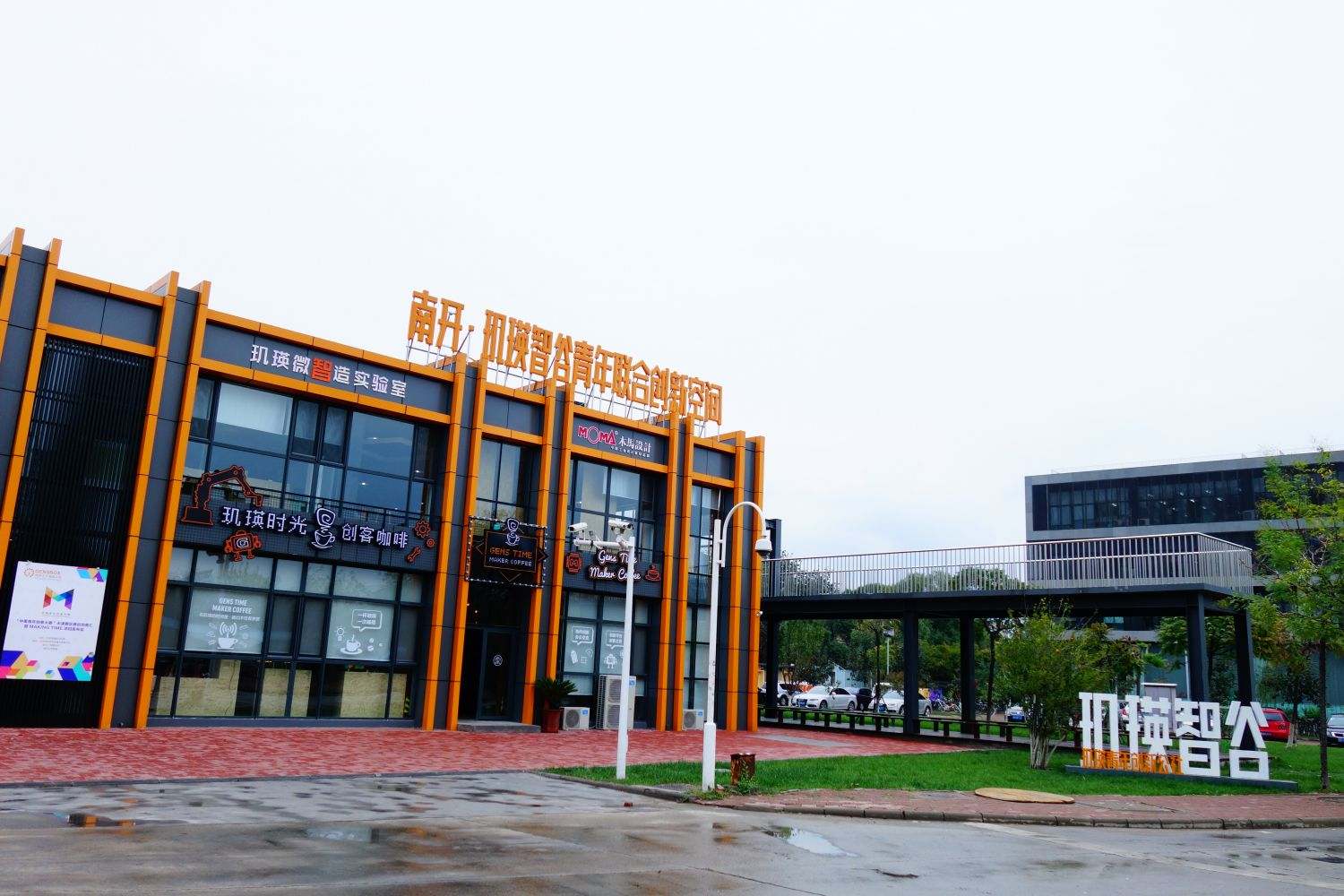
作为双创载体的众创空间

众创空间是低成本、便利化、全要素、开放式的综合型服务平台的统称，在“大众创业、万众创新”政策的落实上起引导作用。“众创空间”被认为是中国大陆地区落实“大众创业，万众创新”政策的载体和区域创新系统的微生态环境。因此，北京市、天津市等多个地方政府相继出台了支持建设众创空间的政策文件。如，天津市提出全市建设100家众创空间，而苏州市则计划到2020年建立300家众创空间等孵化器。
2016年3月，《华尔街日报》等媒体报道众创空间数量过多，已经出现过剩的情况。同时，服务能力和竞争力也有待提高。